# Denali Nemzeti Park
A Denali Nemzeti Park és Vadrezervátum (korábban: Mount McKinley Nemzeti Park) Alaszka középső részén található, területe 24 585 km². Látványosságai közül kiemelkedik Észak-Amerika legmagasabb hegye, a Denali.
1917. február 26-án hozták létre Mount McKinley Nemzeti Park néven. 1980-ban vadonnak minősítették, és más területek hozzácsatolásával kialakították a Denali Nemzeti Parkot. 1976-ban nemzetközi bioszféra-rezervátumnak nyilvánították. Látogatóinak száma meghaladja az évi 300 ezret. A parkban hegymászó- és turista-útvonalakat is kijelöltek.
A Denali a szubarktikus ökoszisztéma jellegzetes élőhelyeit igyekszik megőrizni, a vegyes erdőktől a tundrán át a magashegyekig és gleccserekig. A szerencsés látogatók nyáron grizzlyt, jávorszarvast, vadjuhot, rénszarvast és farkast is láthatnak. Télen a kijelölt helyeken lehetőség van a sportolásra is: lehet síelni, motoros szánt vezetni vagy kutyaszánt hajtani.
A denali atapaszka szó, jelentése „magas/havas hegy.” Az őslakók így nevezték a hegyet, melynek felfedezője a Mount McKinley nevet adta.

## Elnevezése
A park eredeti megnevezését már megalapításakor is kritizálták a helyiek. A denali atapaszka szó, jelentése „magas hegy” és magára a csúcsra vonatkozik. A hegyet jövőbeli amerikai elnökről, William McKinleyről nevezte el William A. Dickey, aki akkoriban még csak elnökjelölt volt. Az Egyesült Államok kormánya 1917-ben kezdte el használni a nevet, mikor Woodrow Wilson nemzeti parkká nyilvánította a területen. 1980-ban egyesítették a Denali Nemzeti Emlékművel és az Alaska National Interest Lands Conservation Act törvényjavaslat a Denali Nemzeti Park és Vadrezervátum nevet adta neki. Ebben az időszakban az állam hivatalosan is megváltoztatta a hegycsúcs nevét, de ezt a szövetségi kormány nem vette fel, egészen 2015-ig a Mount McKinley nevet használva. Abban az évben, augusztus 30-án Barack Obama bejelentette, hogy a nevet meg fogják változtatni.

## Éghajlat
| Hónap                         | Jan.  | Feb.  | Már.  | Ápr.  | Máj.  | Jún. | Júl. | Aug. | Szep. | Okt.  | Nov.  | Dec.  | Év    |
| ----------------------------- | ----- | ----- | ----- | ----- | ----- | ---- | ---- | ---- | ----- | ----- | ----- | ----- | ----- |
| Rekord max. hőmérséklet (°C)  | 11,0  | 11,0  | 13,0  | 19,0  | 27,0  | 33,0 | 31,0 | 31,0 | 28,0  | 21,0  | 13,0  | 11,0  | 33,0  |
| Átlagos max. hőmérséklet (°C) | 3,7   | 5,1   | 5,5   | 12,8  | 21,4  | 26,5 | 26,7 | 24,3 | 17,8  | 11,2  | 3,4   | 3,5   | 13,5  |
| Átlaghőmérséklet (°C)         | −16,6 | −12,6 | −10,8 | −1,8  | 6,1   | 11,7 | 13,1 | 10,5 | 4,9   | −4,1  | −12,3 | −14,7 | −2,2  |
| Átlagos min. hőmérséklet (°C) | −36,4 | −32,8 | −29,9 | −19,9 | −7,1  | −0,2 | 2,1  | −1,2 | −8,8  | −19,4 | −28,1 | −32,3 | −17,7 |
| Rekord min. hőmérséklet (°C)  | −47,0 | −48,0 | −44,0 | −36,0 | −26,0 | −7,0 | −5,0 | −8,0 | −21,0 | −31,0 | −38,0 | −48,0 | −48,0 |
| Átl. csapadékmennyiség (mm)   | 15    | 18    | 13    | 11    | 21    | 61   | 79   | 76   | 44    | 21    | 21    | 21    | 401   |
| Forrás: NOAA és WRCC          |       |       |       |       |       |      |      |      |       |       |       |       |       |

## Ökológia

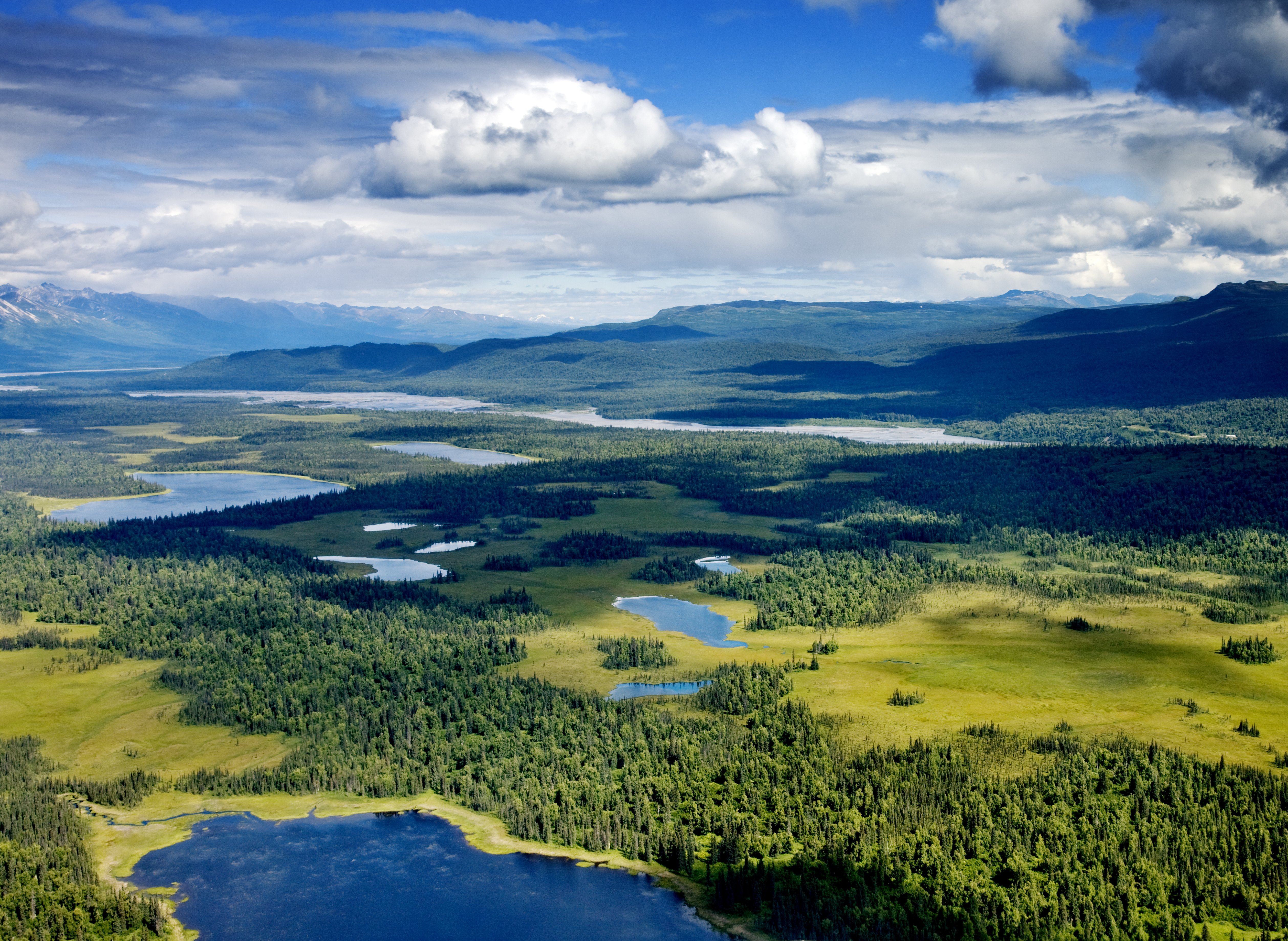
Tavak és erdők a nemzeti parkban

Az Alaszkai-hegység a parkon keresztül fut, nagy hatással van annak ökoszisztémájára. A vegetáció a magasságtól függ, az erdőhatár 760 méter magasan van, így a park nagy része tundra. A park síksági területei, mint a nyugati részei a Wonder Lake környékén a növényzet főleg lucfenyőből és fűzekből áll. Az itt található bokrok és fák nagy része soha nem érik el teljes méretüket, a kedvezőtlen éghajlat és talaj miatt.

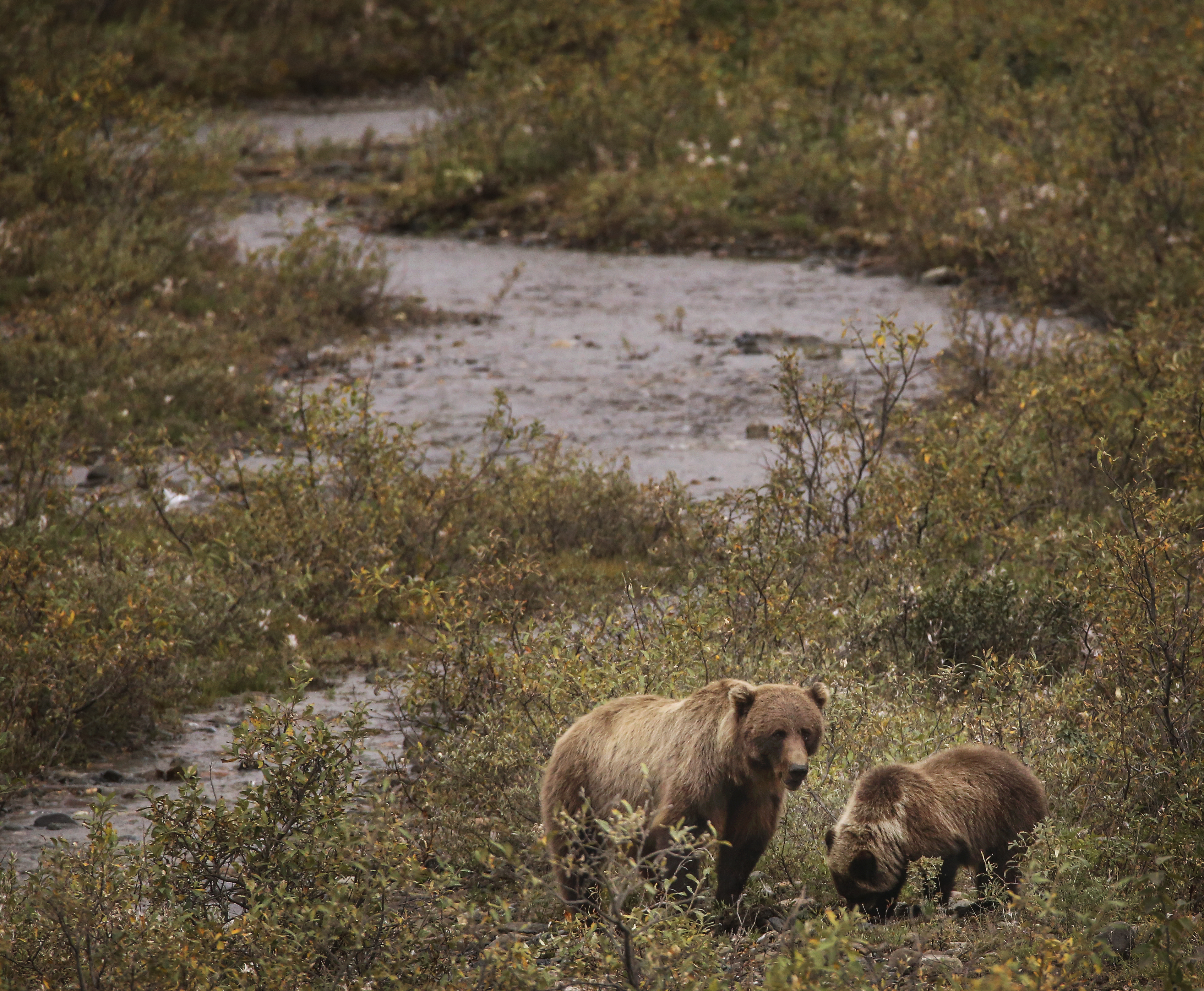
Barnamedve és bocsa gyümölcsöket eszik a parkban

A tundrás területeken a talaj gleccseri aktivitás következtében darabozódott köveken gyűlt fel. Ezeken mohák, harasztok, fű és gombák nőnek. Nedves, tőzegképző területeken zsombékosok és alga is található. A Denali medvéinek fő élelmét a tundrán élő áfonyák és sapindus teszi ki. Több, mint 450 növényfaj lelhető fel a nemzeti park területén.
A nemzeti park sok észak-amerikai madár-, és emlősfajnak ad otthont, a hegység északi oldalán 300-350 grizzly medve és 2700 fekete medve él. Ezek mellett megfigyelés alatt tartottak 51 belső-alaszkai farkast, 2230 rénszarvast és 1477 jávorszarvast. A hegyekben gyakran látni alaszkai vadjuhokat, illetve a parkban bőven vannak prérifarkasok, ezüstös mormoták, cickányok, sarki ürgék, kanadai hódok, pockok és hócipős nyulak. Ritkábban fellelhetőek vörös és sarki rókák, nyestek, kanadai hiúzok, illetve rozsomákok is, bár természetük miatt kerülik az embereket.

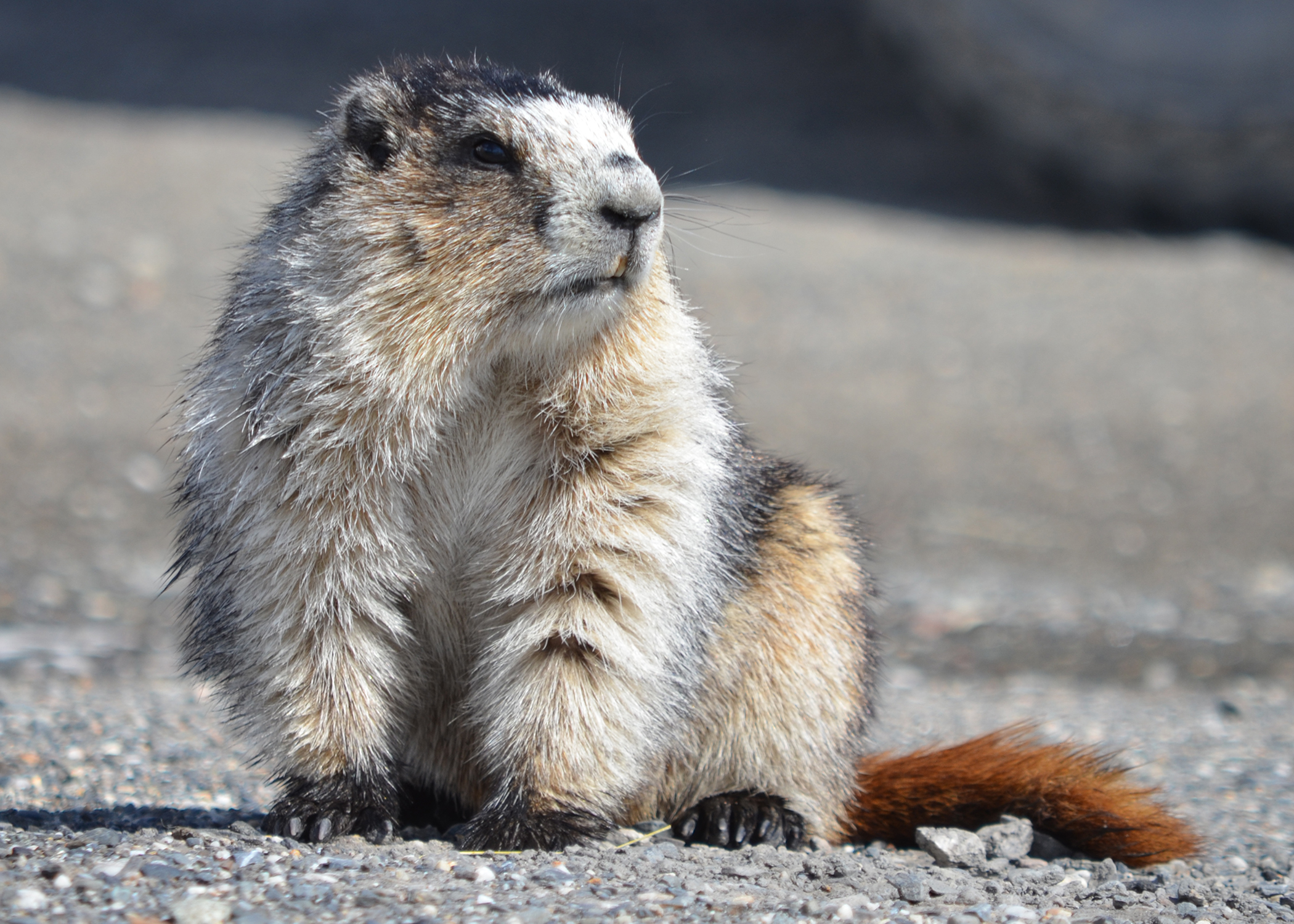
A Denali Nemzeti Park egyik mormotája

A park vándormadarai tavasszal és nyáron tartózkodnak a területen, közéjük tartoznak csonttollúak, északi füzikék, nagy pirókok, hantmadarak, sarki hófajdak és kis hattyúk. Ezek mellett megtalálhatók ragadozó madarak is, mint például különböző sólymok, baglyok és szirti sasok.
A park vizeit tíz halfaj osztja meg, amik közé tartozik pisztráng, lazac és északi pér. Annak következtében, hogy a Denali tavainak és folyóinak nagy része gleccserekből ered, a hideg hőmérsékletek lelassítják a halak metabolizmusát, így teljes méretüket szinte soha nem érik el. A terület egyetlen kétéltűje az erdei béka.

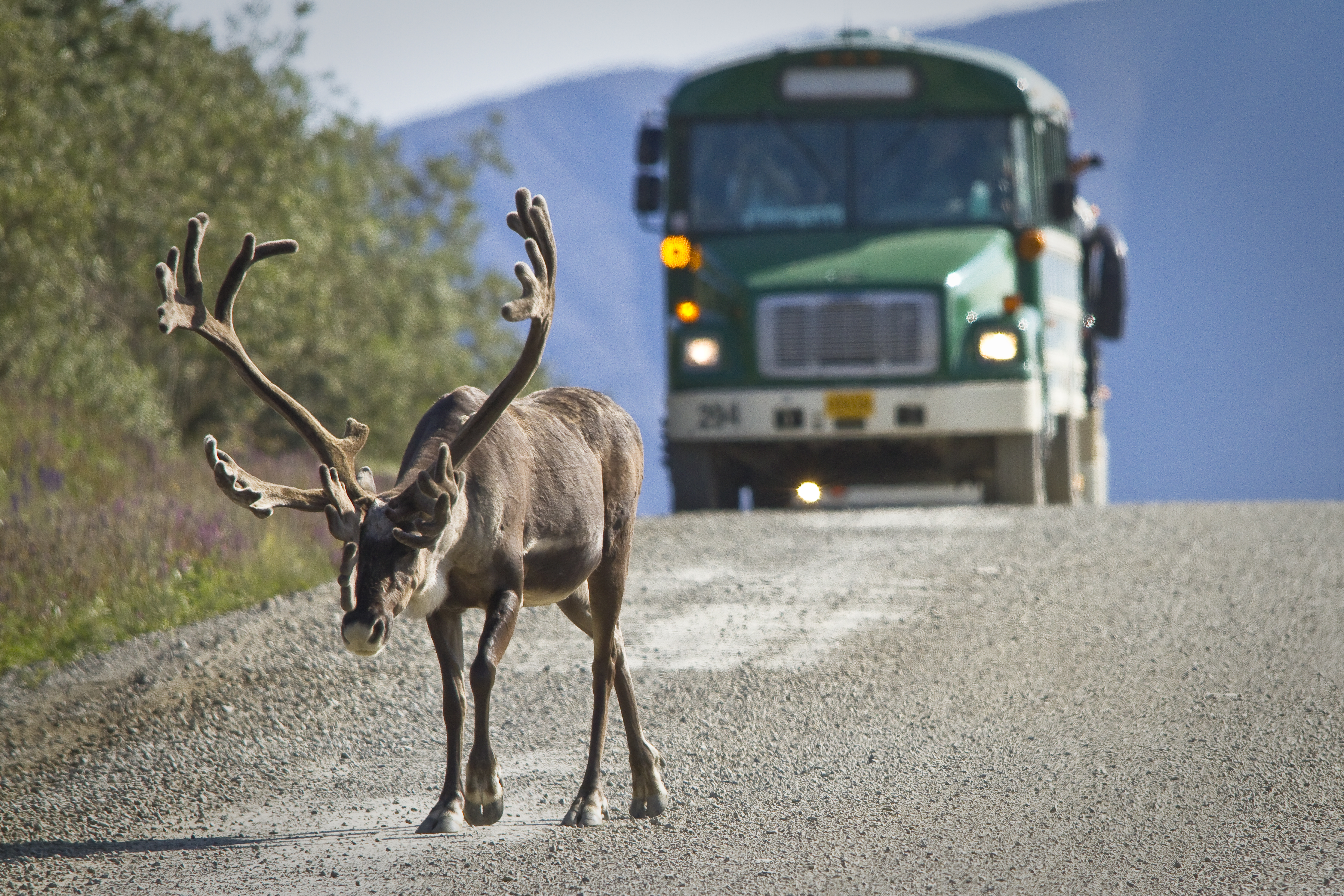
Egy rénszarvas egy tájnéző busszal a háttérben

Több faj is megtalálható a parkban, ami nem honos a területen, mint például gyermekláncfű, hamvas zörgőfű, fehér somkóró, kaszanyűg bükköny, közönséges gyújtoványfű és kaporlevelű ebszékfű. Huszonnyolc inváziós faj lelhető fel a nemzeti parkban, amiből tizenöt káros.
A parkőrség célja, hogy minimalizálják az emberek és az állatok közötti kapcsolatot a parkban. Etetésük meg van tiltva, mivel negatív hatása lehet természetes életmódjukra. Az állatok megtekintése csak nagy távolságokból engedélyezett. 2012-ben történt az első halálos medvetámadás a park történetében, miután egy kiránduló fényképész megijesztett egy grizzly medvét, miközben lefényképezte. Az elemzések szerint a fényképész megszegte a park veszélyes állatokkal kapcsolatos biztonsági előírásait. A park egyes területeit gyakran lezárják az állatok szokatlan viselkedése miatt.

Panorámafelvétel a parkban